# Aeroportul Dalby
Aeroportul Dalby (IATA: DBY, ICAO: YDAY) este un aeroport din Queensland, Australia.
Situat la o altitudine de 343 m, aeroportul dispune de o singură pistă. Este operat de Western Downs Region⁠(d).